# 2009–2010-es macedón labdarúgó-bajnokság (első osztály)
A 2009–2010-es Prva MFL a 18. alkalommal kiírásra került élvonalbeli labdarúgó-bajnokság Macedóniában. A pontvadászat 2009 augusztusában kezdődött és 2010 májusában fejeződik majd be. A címvédő a Makedonija Gjorcse Petrov csapata volt.

## Kizárások

### A Makedonija és a Szloga kizárása
2009 novemberében A Macedón labdarúgó-szövetségben újraválasztották Haralampie Hadzsi-Riszteszkit. Négy csapat, köztük a bajnok Makedonija Gjorcse Petrov, továbbá a Szloga Jugomagnat, a Peliszter és az FK Turnovo vezérkara levélben tiltakozott, és a választás felülbírálását követelte. Kérelmük nem talált meghallgatásra, ezért nem álltak ki soron következő bajnoki mérkőzésükön. A helyzetet bonyolította az, hogy a Peliszter játékosok a vezetőség utasítása ellenére elutaztak a bajnoki mérkőzés helyszínére, azonban elkéstek, így ellenfelük játék nélkül kapta meg a 3 pontot.
A következő, 13. fordulóban továbbra sem történt változás, a Makedonija és a Szloga Jugomagnat (a Peliszter és az FK Turnovo már lejátszotta mérkőzését) soron következő mérkőzését sem játszotta le, ezért a szövetség mindkét csapatot kizárta, a 12. fordulótól kezdve minden mérkőzésüket törölte, pontjaikat nullázta.

### A Pobeda-ügy
Az Európai Labdarúgó-szövetség Fegyelmi Bizottsága 2009 áprilisában jelentette be, hogy 8 évre eltiltja a Pobeda együttesét az európaikupa-szerepléstől, valamint az egyesület elnökét, Alekszandar Zabrcsanecet, illetve a csapatkapitányt, Nikolce Zdravevszkit örökre eltiltotta minden labdarúgással kapcsolatos tevékenységtől. A vádirat szerint a 2004. július 18-án rendezett, 3–1-es vendégsikerrel zárult Pobeda–Pjunik-Bajnokok Ligája-selejtező mérkőzést manipulálták, a macedón csapat vereségére nagy összegű és sok fogadás érkezett. A klub fellebbezett az ítélet ellen, és benevezett a 2009–10-es élvonalbeli küzdelmekbe. Az Európai Labdarúgó-szövetség a Sport Döntőbíróságnak továbbította az ügyet, amely 2010. április 16-án hagyta jóvá a Pobeda nyolc évre szóló, illetve Alekszandar Zabrcsanec elnök örökös eltiltását, azonban Nikolce Zdravevszkit felmentette.
A 26. fordulót követően – a Nemzetközi Labdarúgó-szövetség fokozott kérésére – a Macedón Labdarúgó-szövetség kizárta a Pobedát az élvonalból, elért eredményeit törölte.

## Változások a 2008–2009-es szezonhoz képest
Feljutott az élvonalba
- FK Teteksz, a másodosztály bajnokaként
- FK Szloga Jugomagnat, a másodosztály ezüstérmeseként

Kiesett a másodosztályba
- FK Napredok, 11. helyen
- FK Baskimi, 12. helyen

## Részt vevő csapatok
| Csapat                       | Székhely    | Stadion                        |
| ---------------------------- | ----------- | ------------------------------ |
| FK Makedonija Gjorcse Petrov | Szkopje     | Gjorcse Petrov-i stadion       |
| FK Metalurg                  | Szkopje     | Zselezarnica Stadion           |
| FK Milano                    | Kumanovo    | Milano Arena                   |
| FK Peliszter                 | Bitola      | Tumbe Kafe Stadion             |
| FK Pobeda                    | Prilep      | Goce Delcsev Stadion           |
| FK Rabotnicski               | Szkopje     | II. Philipposz Nemzeti Stadion |
| FK Renova                    | Dzsepcsiste | Tetovói városi stadion         |
| FK Szileksz                  | Kratovo     | Szileksz Stadion               |
| FK Szloga Jugomagnat         | Szkopje     | Csair Stadion                  |
| FK Teteksz                   | Tetovo      | Tetovói városi stadion         |
| FK Turnovo                   | Turnovo     | Kukus Stadion                  |
| FK Vardar                    | Szkopje     | II. Philipposz Nemzeti Stadion |

Megjegyzés: A Makedonija Gjorcse Petrov, a Pobeda és a Szloga Jugomagnat csapatát kizárták.

## Végeredmény
| #  | Csapat                 | M  | GY | D  | V  | G+ – G– | GK  | P   | Megjegyzések                                   |
| -- | ---------------------- | -- | -- | -- | -- | ------- | --- | --- | ---------------------------------------------- |
| 1. | Renova (B)             | 26 | 17 | 4  | 5  | 45–21   | +24 | 55  | 2010–2011-es Bajnokok Ligája – 2. selejtezőkör |
| 2. | RabotnicskiK           | 26 | 15 | 5  | 6  | 38–20   | +18 | 50  | 2010–2011-es Európa-liga – 1. selejtezőkör     |
| 3. | Metalurg Szkopje       | 26 | 12 | 11 | 3  | 35–16   | +19 | 47  | 2010–2011-es Európa-liga – 1. selejtezőkör     |
| 4. | Peliszter              | 26 | 11 | 6  | 9  | 28–27   | +1  | 39  |                                                |
| 5. | Szileksz               | 26 | 8  | 8  | 10 | 29–33   | −4  | 32  |                                                |
| 6. | Vardar                 | 26 | 9  | 6  | 11 | 31–28   | +3  | 302 |                                                |
| 7. | TetekszÚ (KGY)         | 26 | 8  | 6  | 12 | 31–30   | +1  | 30  | 2010–2011-es Európa-liga – 2. selejtezőkör1    |
| 8. | FK Turnovo             | 26 | 8  | 5  | 13 | 27–35   | −8  | 263 |                                                |
| 9. | Milano                 | 26 | 1  | 3  | 22 | 14–81   | −67 | 6   | Osztályozó                                     |
| –. | Makedonija GP CV (K)   | 10 | 5  | 4  | 1  | 23–5    | +18 | 04  | Vtora Liga                                     |
| –. | Szloga JugomagnatÚ (K) | 10 | 3  | 2  | 5  | 9–14    | −5  | 04  | Vtora Liga                                     |
| –. | Pobeda (K)             | 0  | 0  | 0  | 0  | 0–0     | 0   | 05  | Kizárták                                       |

Forrás: Macedón Labdarúgó-szövetség (macedónul) 
A rangsorolás alapszabályai: 1. pontszám, 2. gólkülönbség, 3. szerzett gólok száma, 4. egymás elleni eredmények pontszáma, 5. egymás elleni eredmények gólkülönbsége, 6. egymás elleni mérkőzéseken szerzett gólok száma, 7. sorsolás.
A Teteksz nyerte a 2009–2010-es macedón kupát, így a 2010–2011-es Európa-liga 2. selejtezőkörében jogosult indulni.

2A Vardartól 3 pontot levontak, mivel nem jelent meg a 18. fordulóban rendezett Metalurg elleni mérkőzésen.
3A Turnovótól 3 pontot levontak, mivel nem jelent meg a 14. fordulóban rendezett Metalurg elleni mérkőzésen.
4A Makedonija és a Szloga Jugomagnat csapatait kizárták, mivel nem jelentek meg két soron következő mérkőzésükön. Mérkőzéseiket a 12. fordulótól kezdődően törölték, megszerzett pontjaikat elvették.
5A Pobedát a 26. fordulót követően – az UEFA jogerős 8 éves eltiltásának vonzataként – kizárták a bajnokságból és minden eredményét törölték.
(B): Bajnokcsapat, (K): Kieső csapat, (F): Feljutó csapat, (I): Kupainduló, (R): A rájátszás győztese, (KGY): Kupagyőztes

## Kereszttáblák

### A szezon első és második harmada
| Hazai \ Vendég1           | MAK  | MET  | MIL  | PEL  | POB  | RAB  | REN  | SZI  | SZL  | TET  | TUR  | VAR  |
| Makedonija Gjorcse Petrov |      |      | 8–0  | 0–0  | 0–33 |      | 0–13 | 2–0  | 4–1  | 1–03 |      | 5–0  |
| Metalurg Szkopje          | 0–0  |      | 4–0  | 1–2  | 2–13 | 1–1  | 3–1  | 2–2  |      | 4–0  | 3–02 | 3–04 |
| Milano                    |      | 0–0  |      | 3–02 | 3–23 | 0–2  | 0–2  | 1–4  | 0–3  | 1–5  | 0–2  | 0–4  |
| Peliszter                 |      | 3–0  | 3–1  |      | 1–03 | 1–0  | 1–1  | 1–1  | 0–0  | 3–1  | 1–2  | 1–0  |
| Pobeda                    | 0–03 | 0–13 | 4–13 | 0–03 |      | 4–23 | 0–43 | 2–23 | 2–03 | 2–03 | 1–03 | 2–13 |
| Rabotnicski               | 1–1  | 1–1  | 5–1  | 3–0  | 6–23 |      | 2–1  | 1–1  |      | 3–1  | 1–0  | 1–0  |
| Renova                    | 1–0  | 3–1  | 4–0  | 1–0  | 2–13 | 2–0  |      | 3–1  | 3–1  | 1–0  | 3–2  | 3–2  |
| Szileksz                  |      | 0–1  | 4–0  | 1–0  | 0–13 | 2–0  | 0–5  |      | 2–1  | 1–0  | 3–0  | 1–1  |
| Szloga Jugomagnat         |      | 0–1  |      | 1–33 |      | 0–3  |      | 0–33 |      | 1–0  | 1–1  | 1–0  |
| Teteksz                   | 2–2  | 0–0  | 6–0  | 1–2  | 3–13 | 0–1  | 0–1  | 1–1  | 3–03 |      | 1–0  | 1–0  |
| FK Turnovo                | 0–1  | 1–1  | 3–1  | 4–3  | 3–13 | 0–2  | 2–2  | 2–0  | 2–03 | 0–2  |      | 0–1  |
| Vardar                    | 3–03 | 0–0  | 2–0  | 1–0  | 0–03 | 1–2  | 1–1  | 3–1  |      | 3–1  | 1–3  |      |

Forrás: Macedón Labdarúgó-szövetség (macedónul) 
1A hazai csapatok a bal oldali oszlopban szerepelnek.
Színek: Zöld = hazai győzelem; Sárga = döntetlen; Piros = vendéggyőzelem.
2Mivel a Makedonija, a Turnovo, a Szloga Jugomagnat és a Peliszter bojkottálták a bajnokságot, a mérkőzéseket törölték. Később a Peliszter és a Turnovo megtartotta helyezését, a törölt mérkőzés eredményét 3–0-s vereségként könyvelték el.
3A Pobeda összes, míg a Makedonija és a Szloga Jugomagnat eredményeit a 12. fordulótól kezdve törölték.
4A mérkőzést törölték, és 3–0-s arányban a Metalurg javára írták jóvá, miután a Vardar bojkottálta a mérkőzés a Macedón Labdarúgó-szövetség egy korábbi döntése miatt, mely szerint Sztefan Risztovszki átigazolását okirat hamisítás miatt érvénytelenítette. 
 

### A szezon harmadik harmada
| Hazai \ Vendég1  | MET | MIL | PEL | POB  | RAB | REN | SZI | TET  | TUR  | VAR |
| Metalurg Szkopje |     | 3–0 | 1–0 | 3–02 |     | 1–0 |     |      | 1–1  |     |
| Milano           |     |     | 2–2 |      | 0–2 |     |     | 2–4  |      | 0–5 |
| Peliszter        |     |     |     | 1–02 | 1–0 |     | 1–0 | 0–0  |      | 1–0 |
| Pobeda           |     |     |     |      |     |     |     | 2–02 | 0–12 |     |
| Rabotnicski      | 1–2 |     |     |      |     |     | 1–2 | 2–1  |      | 1–1 |
| Renova           |     | 1–0 | 3–1 | 2–12 | 0–1 |     |     |      | 2–0  |     |
| Szileksz         | 0–1 | 1–1 |     | 3–02 |     | 0–0 |     |      | 1–1  |     |
| Teteksz          | 0–0 |     |     |      |     | 0–1 | 2–0 |      |      | 1–1 |
| FK Turnovo       |     | 2–1 | 0–1 |      | 0–1 |     |     | 0–1  |      |     |
| Vardar           | 0–0 |     |     |      |     | 2–0 | 2–0 |      | 0–1  |     |

Utolsó felvett mérkőzés dátuma: 2010. május 15. 
Forrás: FFM (macedónul) 
1A hazai csapatok a bal oldali oszlopban szerepelnek.
Színek: Zöld = hazai győzelem; Sárga = döntetlen; Piros = vendéggyőzelem.
3A Pobeda összes mérkőzését törölték. 
 

## A góllövőlista élmezőnye
Utolsó frissítés: 2010. május 1., forrás: soccerway (angolul).
15 gólos
- Bobi Bozsinovszki (Rabotnicski)

12 gólos
- Beszart Ibraimi (Renova)
- Dusan Szavikj (Rabotnicski)

11 gólos
- Dragan Dimitrovszki (Peliszter és Pobeda)
- Boban Jancsevszki (Renova)

10 gólos
- Ilija Nesztoroszki (Pobeda)

9 gólos
- Bazse Ilijoszki (Metalurg)